# Chilenos
Povo chileno, ou simplesmente chilenos, são os cidadãos nativos e imigrantes de longa duração do Chile. Os chilenos são principalmente uma mistura de ascendência espanhola, italiana e ameríndia, com uma importante chegada de imigrantes de origem europeia vindos nos séculos XIX e XX. Existe uma forte correlação entre a ancestralidade - ou etnia - e a situação socioeconômica dos chilenos, com notáveis diferenças observadas entre as classes mais baixas, de alta ancestralidade ameríndia, e das classes superiores, de ascendência principalmente europeia.
Os imigrantes pós-independência nunca compreenderam mais do que dois por cento da população total, embora os seus descendentes sejam hoje centenas de milhares de chilenos, incluindo descendentes de alemães, britânicos, franceses, croatas, italianos ou palestinos. Embora a maioria dos chilenos resida no Chile, comunidades significativas foram estabelecidas em vários países, principalmente na Argentina e nos Estados Unidos. Outras grandes comunidades chilenas estão na Austrália, Brasil, Canadá, Espanha, Suécia e Venezuela e outros países. Apesar de pequeno em número, o povo chileno compõem uma parte substancial da população permanente da Antártida e das Ilhas Malvinas.

## Etnias
A população chilena é principalmente de origem europeia mesclada com os nativos, 95% da população. Segundo uma pesquisa de opinião realizada em 2011 pela organização chilena Latinobarómetro, 59% dos chilenos se declararam brancos, 25% mestiços, 8% indígenas, 1% mulatos e 2% "outra raça" (tem uma identidade nacional popularmente conhecida como chilenidade).
Em outro estudo, realizado em 2002 pelo Centro de Estudios Públicos (CEP), perguntou aos chilenos se eles tinham "sangue indígena". 43,4% dos entrevistados disseram que tinham "algum sangue indígena", 8,3% disseram que tinham "muito", 40,3% disseram que não tinham "nada", enquanto que 7,8% disseram não saber e 0,2% não responderam. Essa pesquisa mostra que a maioria dos chilenos identificam uma origem indígena na sua família.
Uma descrição pormenorizada da etnia mostra que 52,7% (8,8 milhões) - 90% (15 milhões) da população seriam descendentes de europeus.
Segundo o Censo 2002, apenas 3,2% da população chilena são ameríndios.

### Imigração de europeus e árabes

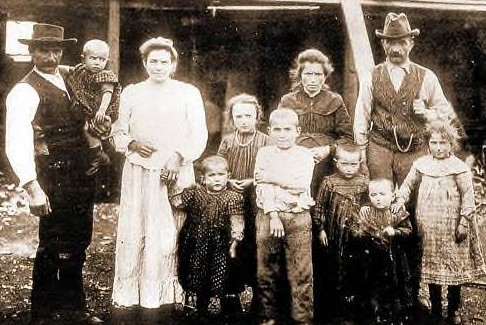
Colonos italianos no sul do Chile.

O Chile recebeu um número reduzido de imigrantes, a população estrangeira nesse país alcançou seu máximo no ano de 1907, quando viviam no Chile 134 524 imigrantes. Destes, somente 53,3% eram europeus, sendo que 42,7% eram provenientes de outros países da América Latina. A população estrangeira no Chile nunca ultrapassou os 4,1% do total da população.
A imigração europeia ao Chile foi muito pouco expressiva quando comparada a outros países como os Estados Unidos, o Brasil, a Argentina ou o Canadá, onde tiveram um peso muito maior. O número de imigrantes têm sido historicamente muito baixo, proporcionalmente.
O maior grupo étnico que compõe a população chilena veio da Espanha e do País Basco, ao sul da França. As estimativas de descendentes de bascos no Chile variam de 10% (1,6 milhão) até 27% (4,5 milhões).

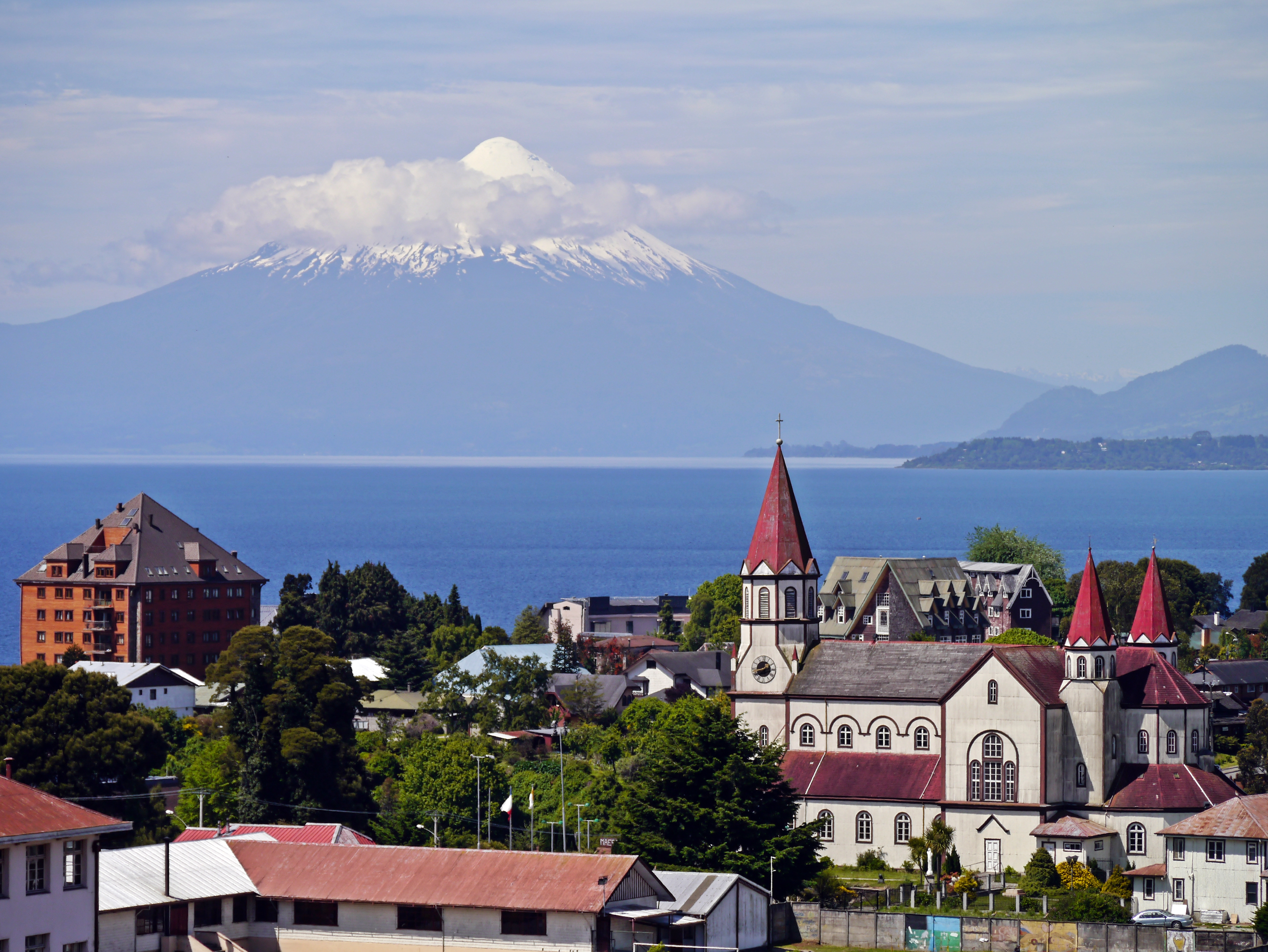
Puerto Varas cidade no sul do Chile, colonizada por alemães.

1848 foi um ano de grande imigração de alemães e franceses, a imigração de alemães foi patrocinada pelo governo chileno para fins de colonização para as regiões meridionais do país.[carece de fontes?] O sul do Chile era praticamente desabitado, a influência desta imigração alemã foi muito forte, comparável à América Latina apenas com a imigração alemã do sul do Brasil. Há também um grande número de alemães que chegaram ao Chile, após a Primeira e Segunda Guerra Mundial, especialmente no sul (Punta Arenas, Puerto Varas, Frutillar, Puerto Montt, Temuco, etc.) A embaixada alemã no Chile estimada que entre 500 mil a 600 mil chilenos são de origem alemã. Os croatas, cujo número de descendentes é estimado em 380 mil pessoas, o equivalente a 2,4% da população. No entanto, outras fontes dizem que 4,6% da população do Chile podem ter alguma ascendência croata. Mais de 700 mil chilenos de origem britânica (Inglaterra, País de Gales e Escócia), o que corresponde a 4,5% da população. A população mapuche vive principalmente em Santiago e Temuco, mas ligado em graus variados para suas comunidades de origem. Atualmente, os Mapuche sofrem racial e social nas suas relações com o resto da sociedade e de acordo com as estatísticas oficiais, discriminação suas taxas de pobreza são mais elevados do que a média nacional.
Estima-se que cerca de 5% da população chilena é descendente de imigrantes de origem asiática, principalmente do Oriente Médio (ou seja, palestinos, sírios, libaneses e armênios) e israelitas, são cerca de 800 mil pessoas. Chile abriga uma grande população de imigrantes, principalmente cristã, do Oriente Médio. Acredita-se que cerca de 500 mil descedentes de palestinos residem no Chile.
Os descendentes de italianos estão entre 600 mil e 800 mil pessoas. Outros grupos de ascendência europeia também são encontrados, mas em menor número. Esses imigrantes, juntamente com os seus descendentes transformaram culturalmente, economicamente e politicamente o país.

### Imigração de latino-americanos
Desde 1990, com a abertura do Chile para o mundo, através de um sistema de livre mercado, e consequente melhoria sócio-económico do país, atraiu um número significativo de imigrantes de muitos países latino-americanos, o que representou, o censo nacional de 2017, cerca de 1,2 milhão de pessoas, o que corresponde a 7% da população residente em território chileno, sem contar seu nascido no Chile (jus soli). Suas principais origens e nacionalidades de ascendência origem, corresponde a: 288 233 venezuelanos; 223 923 peruanos; 179 338 haitianos; 146 582 colombianos; 107 346 bolivianos; 74 713 argentinos; 36 994 equatorianos, 18 185 brasileiros; 17 959 dominicanos; 15 837 cubanos e 8 975 mexicanos.
Isso provocou uma mudança na fisionomia de certas comunas do país onde seu número é concentrado. Em comunas como Santiago Centro e Independencia, 1/3 habitantes é um estrangeiro latino-americano (28% e 31% da população destas comunas, respectivamente). Outros municípios da Santiago de Chile com elevado número de imigrantes são Estación Central (17 %) e Recoleta (16%). Nas regiões do norte do país, por ser a principal atividade econômica nacional, também encontrou um elevado número de imigrantes. Por exemplo, na região de Antofagasta 17,3% da população é estrangeira latino-americana, com municípios como Ollagüe (31%), Mejillones (16%), Sierra Gorda (16%) e Antofagasta (11%), com alta percentuais de imigrantes latino-americanos, principalmente bolivianos, colombianos e peruanos.

### Histórico

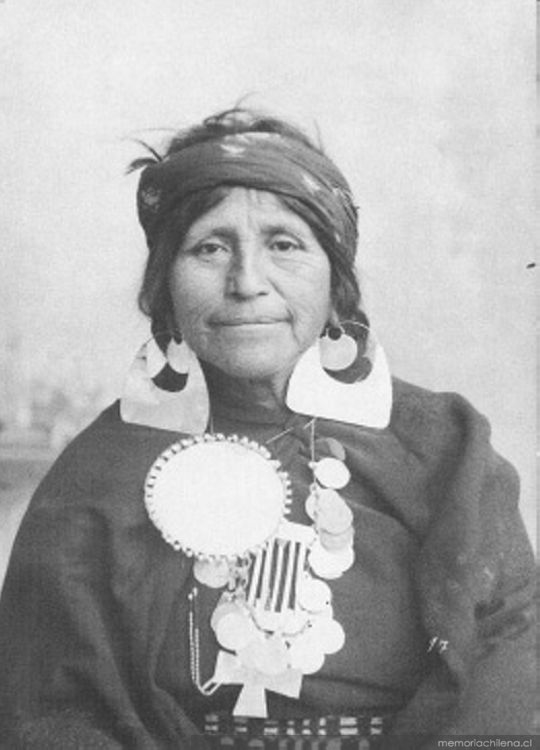
Foto histórica de uma mulher araucana (ou mapuche).

Segundo o antropólogo Darcy Ribeiro, o atual Chile era habitado sobretudo pelos índios araucanos, também chamados de mapuches. Quando os conquistadores espanhóis chegaram à região, os araucanos se opuseram à presença espanhola de forma veemente. Porém, dois subgrupos araucanos, os picunche e os huilliche, acabaram por sucumbir. Milhares de índios passaram a ser escravizados pelos espanhóis, por meio do recrutamento de mitayos, conduzidos ao trabalho nas lavras de ouro de aluvião e para os serviços domésticos. Em consequência, a população indígena reduziu-se pela metade. Com o esgotamento das lavras de ouro, a produção econômica chilena se voltou para a única fonte de riqueza: a força de trabalho indígena. Dessa forma, grandes quantidades de índios apresados continuaram a ingressar na sociedade nacional, ao mesmo tempo que se formava uma camada mestiça da população, que atuava como intermediária no aliciamento de mais índios para a formação da força de trabalho e na formação de uma cultura híbrida, na qual iriam predominar elementos culturais espanhóis. Alguns desses mestiços, reconhecidos e amparados pelo pai branco, se integraram à classe dominante, por própria disposição legal da Coroa e por gozo de privilégios.
Assim, no século XVIII, a matriz étnica da população chilena já estava formada. Foi constituída basicamente pela mistura de homens espanhóis com mulheres indígenas. Era integrada por mestiços de diversas qualificações sociais, indo desde os filhos legitimados de espanhóis enriquecidos, até huasos pobres, liberados da servidão nas mitas e encomiendas. Na base da pirâmide se encontrava grande número de índios deculturados e marginalizados dos seus grupos. Em decorrência do processo de miscigenação, as classes mais altas do Chile já tendiam a apresentar um fenótipo mais branco, pois na época colonial os chilenos mestiços mais abastados, em busca de uma "branquização", tendiam a procurar esposas de pele mais clara, inclusive trazendo-as da Espanha para que se casassem com eles. Isso contrastava com a maioria da população pobre, formada por índios e mestiços engajados na força de trabalho.
No século XIX, o Chile passou a incentivar a vinda de imigrantes europeus. Chegaram poucos imigrantes, em torno de 50 mil indivíduos (no mesmo período a Argentina recebeu 3 milhões). A maioria era proveniente da Europa Latina e se instalou nos centros urbanos, trabalhando sobretudo como comerciantes, onde muitos conseguiram se enriquecer e, por meio do casamento, ingressaram na classe dominante local. Alguns norte-europeus também chegaram e se instalaram no Sul do Chile, vivendo como agricultores. A sociedade chilena era rigidamente estratificada, estando no topo um pequeno estrato de grandes proprietários e na base a massa paupérrima de trabalhadores rurais e urbanos. Os imigrantes se integraram na rala classe intermediária e facilmente se ascendiam às classes dominantes, devido ao gosto pela "branquização" presente na sociedade chilena. Isso fazia com que os integrantes da elite chilena apoiassem o casamento de seus filhos com esses imigrantes europeus. Isso explica a grande presença de sobrenomes "estrangeiros", não espanhóis, entre a elite chilena, contrastando com o resto da população. Assim, quem se "branqueou" ou se "europeizou" no Chile não foi o povo, como ocorreu na Argentina ou no Uruguai, mas somente a elite, ou a "fronda aristocrática", nas palavras de Darcy Ribeiro.

## Composição genética
Diversos estudos genéticos foram realizados para definir o perfil ancestral do indivíduo chileno:
| Europeu | Americano | Africano | Asiático | Estudo, notas e referências |
| ------- | --------- | -------- | -------- | --- |
| 67,9 %  | 32,1 %    | —        | —        | (Valenzuela et al, 1984): Marco de referencia sociogenético para los estudios de salud pública en Chile. Fonte: Revista Chilena de Pediatría..                                                                           |
| 64,0 %  | 35,0 %    | —        | —        | (Cruz-Coke et al, 1994): Genetic epidemiology of single gene defects in Chile. Fonte: Universidade do Chile. |
| 51,6 %  | 42,1 %    | 6,3 %    | —        | (Oliveira, 2008): O impacto das migrações na constituição genética de populações latino-americanas, fonte: Universidade de Brasília..                                                                                    |
| 51,9 %  | 44,3 %    | 3,8 %    | —        | (Fuentes et al, 2014): Gene geography of Chile: Regional distribution of American, European and African genetic contributions, fote: PubMed.. Amostra replicada em (Ruiz-Linares et al, 2014),                           |
| 54,0 %  | 43,4 %    | 2,6 %    | —        | Resultado médio de três modelos diferentes (Lamp-ld, Rfmix, particular), aplicados em (Eyheramendy et al, 2015): Genetic structure characterization of Chileans reflects historical immigration patterns, fonte: Nature. |
| 57,2 %  | 38,7 %    | 2,5 %    | 1,7 %    | (Homburger et al, 2015): Genomic Insights into the Ancestry and Demographic History of South America. Fonte: Plos One Genetics.                                                                                          |

### Estudos em grupos socioeconômicos
(Cruz-Coke et al, 1994) também estudou a composição dos diferentes níveis socioeconômicos, com base em tipos sanguíneos, não em DNA autossômico:
| Cidade          | Nivel socioeconômico | Promédio europeu | Promédio americano |
| --------------- | -------------------- | ---------------- | ------------------ |
| Gran Santiago   | Alto                 | 91%              | 9%                 |
| Gran Santiago   | Medio                | 70%              | 30%                |
| Gran Santiago   | Baixo                | 41%              | 59%                |
| Gran Valparaíso | Alto                 | 73%              | 27%                |
| Gran Valparaíso | Medio                | 68%              | 32%                |
| Gran Valparaíso | Baixo                | 48%              | 52%                |

Em (Bermejo et al, 2017). Usa amostras em regimento militar de Arica, de (Ruiz-Linares et al, 2014):
| Nivel socioeconômico | Promédio americano A (est. HGDP) | Promédio mapuche B (não HGDP) | Promédio aymara C (não HGDP) | Promédio europeu 1—2% AFR—A 1—3% AFR—BC |
| -------------------- | -------------------------------- | ----------------------------- | ---------------------------- | --------------------------------------- |
| ABC1                 | 28,0%                            | 34,0%                         | 1,0%                         | 70,0%—62,0%                             |
| C2                   | 36,0%                            | 38,0%                         | 6,0%                         | 62,0%—53,0%                             |
| C3                   | 40,0%                            | 40,0%                         | 8,0%                         | 58,0%—49,0%                             |
| DE                   | 39,0%                            | 40,0%                         | 7,0%                         | 59,0%—50,0%                             |